# Fulbert von Cambrai
Fulbert (lateinisch Fulbertus; † 17. August wahrscheinlich 956) war Bischof von Cambrai und Arras im heutigen nordöstlichen Frankreich von etwa 933 bis 956.

## Leben
Fulbert stammte aus Viluwa, wohl Sint-Stevens-Weluwe in Brabant. Wahrscheinlich Ende 933 wurde er von Erzbischof Artold von Reims zum Bischof von Cambrai und Arras geweiht, obwohl sein Vorgänger erst Anfang des darauffolgenden Jahres gestorben sein soll. Fulbert befand sich in mehreren Auseinandersetzungen mit dem Grafen Isaak von Cambrai um die Herrschaftsrechte in der Stadt.
Er näherte sich in den 940er Jahren dem deutschen König Otto I. an, zu dessen Reich Cambrai seit kurzer Zeit gehörte. Dieser verlieh Fulbert 948 nach dem Tod von Graf Isaak die Herrschaftsrechte über die Stadt und schenkte dem Hochstift Cambrai das dortige Kloster St-Géry. Über die als Gegenleistung erbetenen Reliquien der Heiligen Autbert und Gaugerich an das Moritzkloster in Magdeburg gab es danach einen jahrzehntelangen Streit.
Fulbert stellte sich als einer der wenigen Bischöfe im Streit um den Erzbischofssitz von Reims auf die Seite von Artold und war der einzige im Amt befindliche Bischof der Erzdiözese, der im Juni 948 auf der Synode in Ingelheim anwesend war und das Anliegen von Artold und Otto I. unterstützte.
Fulbert pflegte gute Kontakte zu den Grafen von Flandern, in deren Herrschaftsbereich ein Teil seiner Diözesen lag. Er starb an einem 17. August wahrscheinlich im Jahr 956.